# Přitažlivost dlouhých větví
Přitažlivost dlouhých větví (Long Branch Attraction, odtud zkratka LBA) je ve fylogonetice forma systémové chyby, při které jsou vzdálené příbuzné linie nesprávně vyhodnoceny jako úzce příbuzné. Tato chyba vzniká, když se v rámci jedné linie nahromadí dostatečně velké množství molekulárních nebo morfologických změn na to, aby se tato linie zdála podobnou (a tedy úzce příbuznou) s jinou takovou větví. Domnělá příbuznost tak nevzniká na základě společného původu, ale v důsledku velkého množství změn, kterými obě linie prošly.